# Carolina Romahn
Carolina Romahn (* 13. Februar 1966 in Cuxhaven) ist eine deutsche Literaturwissenschaftlerin.

## Leben
Romahn studierte Germanistik, Romanistik und Philosophie an der Johann Wolfgang Goethe-Universität in Frankfurt am Main. Nach dem Magisterabschluss trat sie eine Stelle als Wissenschaftliche Mitarbeiterin am Institut für Deutsche Sprache und Literatur an, wo sie von 1995 bis 1999 in Lehre und Forschung tätig war. Im Jahr 1999 wechselte Carolina Romahn in das Kulturdezernat der Stadt Frankfurt am Main, Amt für Wissenschaft und Kunst. Hier war sie zwei Jahre als Referentin für den Bereich Literatur und Wissenschaft verantwortlich, bis sie 2001 die Leitung des Europabüros der Stadt Frankfurt am Main übernahm. 2004 wurde sie Leiterin des Referates für Internationale Angelegenheiten im Büro der Oberbürgermeisterin. Von 2007 bis 2017 war Romahn Amtsleiterin des Kulturamtes der Stadt Frankfurt am Main und administrativ zuständig für die Kulturlandschaft Frankfurts mit einem jährlichen kommunalen Etat von mehr als 162 Mio. € (2014). In dieser Funktion war sie unter anderem Geschäftsführerin der MuseumsBausteine Frankfurt GmbH, Vorstandsmitglied des Vereins Literaturhaus Frankfurt, Aufsichtsratsmitglied der Historischen Villa Metzler gGmbH und Mitglied im Hochschulrat der Frankfurt University of Applied Sciences. Sie engagierte sich insbesondere für das Deutsche Romantik-Museum.
Seit 2017 leitet Carolina Romahn im Hessischen Ministerium für Wissenschaft und Kunst als Ministerialrätin innerhalb der Abteilung IV „Kultur“ das Referat Spartenübergreifende Kulturförderung, für Literatur, Kulturelle Bildung, Kultur- und Kreativwirtschaft, internationale Kulturbeziehungen, Soziokultur und Brauchtumspflege. Sie hat Mandate in den Aufsichtsgremien und Kuratorien der Deutschen Akademie für Sprache und Dichtung des Kulturfonds Frankfurt RheinMain und der Frankfurter Römerberggespräche. Seit 2019 ist sie innerhalb des Ministeriums zuständig für die administrative Betreuung der documenta gGmbH. Ende November 2024 wurde sie an die Spitze des Organisationsteams für die World Design Capital Frankfurt RheinMain 2026 berufen.
Carolina Romahn ist verheiratet und hat zwei erwachsene Kinder.

## Publikationen
Belletristik
- Mitautorin in: Polyphonia: Decamore. 10 Reden über die Liebe. Steinhäuser, Wuppertal 1994, ISBN 3-924774-21-8.

Beiträgerin
- Carolina Romahn: Skepsis bei Eichendorf. In: Carola Hilmes (Hrsg.): Skepsis oder das Spiel mit dem Zweifel. Festschrift für Ralph-Rainer Wuthenow zum 65. Geburtstag. Königshausen und Neumann, Würzburg 1994, ISBN 3-88479-860-X, S. 65–81.
- Carolina Romahn: Abschied von der Eindeutigkeit. Zum Erzählverfahren in Fontanes Stechlin. In: Carola Hilmes, Dietrich Mathy (Hrsg.): Die Dichter lügen, nicht. Über Erkenntnis, Literatur und Leser. Königshausen und Neumann, Würzburg 1995, ISBN 3-88479-897-9, S. 163–183.
- Nachwort zu: Theodor Fontane: Der Stechlin.  S. Fischer, Frankfurt am Main 1999, ISBN 3-10-020810-2.

Mitherausgeberin
- Carolina Romahn, Gerold Schipper-Hönicke (Hrsg.): Das Paradoxe. Literatur zwischen Logik und Rhetorik. Festschrift für Ralph-Rainer Wuthenow zum 70. Geburtstag. Königshausen und Neumann, Würzburg 1999, ISBN 3-8260-1666-1.
- Ruthard Stäblein, Carolina Romahn, Hanne Kulessa (Hrsg.): Die Stadt am Fluß. Literaturstadt Frankfurt am Main. Ein Lesebuch. Suhrkamp, Frankfurt am Main 2002, ISBN 3-518-39886-5.